# Стенхофф, Фрида
Фрида Стенхофф, урождённая Вадстрём (швед. Frida Stéenhoff; 11 декабря 1865, Стокгольм — 22 июня 1945, там же) — шведская писательница и драматург, борец за права женщин.

## Биография и творчество
Фрида Вадстрём родилась в 1865 году в Стокгольме. Её отец, Бернхард Вадстрём, был одним из основателей Шведской Евангелической Миссии (Evangeliska Fosterlands-Stiftelsen) и капелланом принцессы Евгении. Сестрой Фриды была будущая политическая и общественная деятельница Эллен Хаген. После того как в 1879 году умерла мать Фриды, Евгения поддерживала семью и способствовала развитию художественных способностей девочки.
Фрида посещала школу для девочек, а затем Åhlinska skolan в Стокгольме. В 1883 она поехала в Швейцарию учиться французскому языку и живописи. Полученное образование и знакомство с передовой мыслью современности заставили её воспротивиться тем религиозным устоям, которые пытался привить ей отец. Впоследствии критическое отношение к религии станет центральной темой её произведений.
Вернувшись в 1884 году в Стокгольм, Фрида сдала часть выпускных экзаменов, однако полный академический курс так и не завершила. В 1886 году она встретила Готтхильфа Стенхоффа, хирурга, и в 1887 году вышла за него замуж. Супруги поселились в Сундсвалле; в 1888 году родился их первый ребёнок. Фрида занималась живописью, однако начала также писать статьи для журнала Idun. В 1886 году вышла, под псевдонимом «Harold Gote», её первая пьеса «Lejonets unge», повествующая об эмансипированной женщине-скульпторе и бросающая вызов религии и общественной морали. В 1887 году пьеса была поставлена на сцене театра в Сундсвалле и вызвала резкое неприятие со стороны буржуазного общества. Впоследствии каждая её постановка провоцировала широкую полемику. Что касается следующих пьес Фриды Стенхофф, то критики неизменно отмечали её драматургический талант и мастерство стилиста, однако темы, на которые она писала, и пропагандируемые ею идеи — свободные отношения между полами, равноправие женщин и необходимость защиты прав детей — продолжали оставаться провокационными.
На рубеже веков Фрида Стенхофф активно участвовала в полемике на самые острые темы — проституция, контроль рождаемости, избирательное право для женщин, брак, война — и в определённых кругах стала одиозной фигурой. Постановки её пьес и её выступления часто срывались протестными группами. В 1903 году она выступила с публичной речью на тему морали феминизма и позднее опубликовала работу на ту же тему, «Feminismens moral», в которой резко критиковала институт брака в его современной форме. В политическом отношении Фрида Стенхофф не примыкала ни к какому направлению, однако ей были близки идеи социализма и либерализма. Долгое время она поддерживала дружеские отношения с писательницей Эллен Кей, во многом разделявшей её взгляды на религию и брак.
В 1908 году семья Стенхоффов переселилась из Сундсвалля в Оскарсхамн, где Готтхильф Стенхофф получил место районного доктора. Несколько лет, проведённых в Оскарсхамне, стали чрезвычайно продуктивными для Фриды. Она написала несколько пьес и ряд статей для различных газет и журналов. Кроме того, она сблизилась с местной ассоциацией суфражисток и некоторое время была членом центрального комитета этой организации, который возглавляла её сестра Эллен. Позднее она основала шведское отделение международной организации, выступавшей за права матерей-одиночек и незаконнорождённых детей. Помимо феминистской деятельности, Фрида Стенхофф была активным борцом за мир. Её пьеса «Stridbar ungdom» (1907) считается первой пьесой пацифистского характера в Швеции. С 1913 года, когда Стенхоффы вернулись в Стокгольм, Фрида поддерживала связи с такими женщинами-единомышленницами, как Анна Лена Эльгстрём, Найма Сальбом, Элин Вагнер.
Фрида Стенхофф продолжала активную писательскую, публицистскую и общественную деятельность вплоть до последних лет жизни. В 1940-х годах она, вместе с мужем, участвовала в антинацистской кампании. Последняя её книга вышла в 1944 году и была посвящена английской феминистке и аболиционистке Жозефин Батлер.
Фрида Стенхофф умерла в 1945 году в Стокгольме. Её дочь, Фанни Хельга Луиза Стенхофф, осуществила идеалы, которые отстаивала мать: она сумела объединить семейную жизнь и активную профессиональную деятельность, став одной из немногих женщин-стоматологов своего времени.
Сын Фриды, Рольф, окончил химический факультет Королевского технологического института и в дальнейшем работал в пивоваренной промышленности, занимая руководящие должности.